# Accipiter haplochrous
Lo sparviero della Nuova Caledonia (Accipiter haplochrous P. L. Sclater) è un uccello rapace della famiglia degli Accipitridi originario dell'isola da cui prende il nome.

## Descrizione

### Dimensioni
Misura 32–40 cm di lunghezza, per un peso di 152-218 g nel maschio e di 227-281 g nella femmina; l'apertura alare è di 58–74 cm.

### Aspetto
Gli adulti sono uccelli di medie dimensioni, con piumaggio bianco e nero, becco massiccio, coda corta e cosce lunghe e potenti. L'estremità delle ali oltrepassa di diversi centimetri la punta della corta coda. I due sessi hanno un piumaggio simile, ma la femmina ha un peso che supera dal 20 al 35% quello del maschio. La specie è dimorfica. Nella forma normale, gli adulti sono quasi interamente di colore ardesia nerastro uniforme, con una tinta più scura sul cappuccio e più chiara sulla gola e la parte alta del petto. Su quest'ultimo, vi sono spesso puntolini o leggere barre biancastre. Il resto delle parti inferiori, vale a dire l'addome, le cosce e il sottocoda, è di colore bianco brillante e contrasta fortemente con la parte superiore del piumaggio. Nella cosiddetta forma dal petto bianco, gli individui presentano la gola e la zona pettorale interamente bianche. Questa variante è tuttavia molto rara. I giovani sono diversi dai loro genitori: hanno parti inferiori bruno nerastre leggermente macchiate e bordate di rosso. La parte superiore della testa è leggermente striata e macchiata. Le parti inferiori sono color crema o camoscio chiaro. Le cosce sono tinte di rosso, il petto è striato di scuro e l'addome è abbondantemente barrato. Il passaggio al piumaggio adulto avviene a seguito di un'unica muta. In Nuova Caledonia è presente solamente un altro accipitride, l'astore australiano (razza vigilax). È tuttavia impossibile confondere le due specie, in quanto quest'ultimo ha una testa molto più grigia, un collare rosso brillante e parti inferiori marroni striate di rosso.

### Voce
Sappiamo molto poco sul repertorio vocale di questo rapace. Secondo Handbook of the Birds of the World, esso emetterebbe talvolta degli tseee-tseee-tseee rapidi e penetranti.

## Biologia
Gli sparvieri della Nuova Caledonia vivono generalmente da soli o in coppia. All'inizio della stagione di nidificazione, questi uccelli effettuano delle parate aeree, ma nessuna di queste è mai stata descritta in dettaglio. Si presume che siano sedentari, ma i giovani hanno indubbiamente la tendenza a disperdersi molto non appena raggiungono l'indipendenza.

### Alimentazione
Il regime alimentare dello sparviero della Nuova Caledonia è davvero poco conosciuto. Date le sue dimensioni piuttosto modeste, questo uccello cattura principalmente prede di piccole dimensioni. Si nutre soprattutto di lucertole, gechi, insetti (cavallette e scarabei) e piccoli mammiferi come i ratti polinesiani (Rattus exulans). È stato affermato che catturi anche uccelli delle dimensioni dei pappagalli, dei piccioni e dei polli domestici, ma le prede avicole sembrano costituire una percentuale della sua dieta di gran lunga inferiore rispetto a quella di molti altri rapaci. Lo sparviero della Nuova Caledonia caccia alla posta a partire da un posatoio e cattura la maggior parte delle prede sul terreno, ma a volte anche sugli alberi. Questo predatore si insedia abitualmente su un posatoio situato ad un'altezza più modesta di quanto non faccia l'astore australiano (Accipiter fasciatus) e apparentemente sembra che dia la caccia a una gamma più ristretta di prede. Quando insegue gli uccelli, dà prova di una grande ferocia ed è in grado di seguirli perfino nelle abitazioni.

### Riproduzione
La stagione di nidificazione ha luogo da settembre a dicembre. Le parate nuziali sono visibili soprattutto in settembre. In numerosi siti, la costruzione del nido e l'incubazione hanno luogo in ottobre. I nidi, costruiti principalmente con pezzi di legno, sono collocati su grandi alberi. Contengono generalmente 3 uova, ma non sappiamo con certezza se siano il frutto di una sola deposizione. La durata dell'incubazione e la data dell'involo sono ancora sconosciute.

## Distribuzione e habitat
Gli sparvieri della Nuova Caledonia frequentano le foreste pluviali tropicali e i margini delle zone boschive situate in regioni di pianura e di collina, tra il livello del mare e 1300 metri di altitudine. Il loro habitat preferito si situa generalmente al di sotto dei 1000 metri. È possibile osservare questi predatori di medie dimensioni nelle foreste secondarie e nei boschetti umidi caratterizzati da specie sempreverdi. Occasionalmente, vivono nelle savane alberate e nelle boscaglie dove crescono grandi piante di 2-4 metri di altezza. Vivono anche tra le mangrovie e nei terreni coltivati. Gli sparvieri della Nuova Caledonia frequentano foreste più fitte di quelle occupate dalla razza locale dell'astore australiano (Accipiter fasciatus vigilax). Le due specie condividono l'areale solamente nelle pianure semi-boscose e sembra che sia lo sparviero della Nuova Caledonia a sconfinare più volte nell'habitat occupato dal secondo che viceversa.
Gli sparvieri della Nuova Caledonia sono endemici di quest'isola. Il loro areale copre l'intera isola principale, da Manjelia nella sua estremità settentrionale fino a Goro, la sua punta meridionale, per una superficie di circa 12.000 chilometri quadrati. Questa specie è strettamente imparentata con l'astore bianco e nero (Accipiter albogularis) e con l'astore dal mantello nero (Accipiter melanochlamys), nonché con l'astore delle Figi (A. rufitorques), ma è considerata monotipica, vale a non è suddivisa in sottospecie.

## Conservazione
Secondo Handbook of the Birds of the World, questa specie non è globalmente minacciata. Il suo areale, tuttavia, è piuttosto limitato. La superficie totale dell'isola è di 16.300 chilometri quadrati, ma quasi un quarto è danneggiato dalle attività antropiche e non è utilizzabile da questa specie, che necessita delle foreste per vivere. Secondo Del Hoyo e Christie, negli habitat ottimali la densità è di 5,69 uccelli per chilometro quadrato, dal quale si deduce una popolazione complessiva stimata tra le 2500 e le 5000 coppie. Secondo BirdLife International, gli effettivi sono valutati tra i 2500 e i 10.000 individui, di cui da 1500 a 7000 esemplari maturi. Sebbene non si disponga di dati veramente significativi, è estremamente probabile che la popolazione sia in leggero calo a causa del degrado ambientale. Questo rapace è protetto dalla legge, ma viene spesso ucciso non appena si avvicina alle abitazioni, in quanto rappresenta una minaccia significativa per i pollai. Sono state adottate misure di conservazione per proteggere tutti gli appezzamenti di foresta primaria e avviate campagne di sensibilizzazione per scoraggiare gli allevatori dall'uccidere i rapaci locali.